# فورانومیسین
فورانومیسین (به انگلیسی: Furanomycin) با فرمول شیمیایی C۷H۱۱NO۳ یک ترکیب شیمیایی با شناسه پاب‌کم ۷۳۴۲۳ است. که جرم مولی آن ۱۵۷٫۱۶۷۱۴ g/mol می‌باشد. 